# Abbaye Saint-Pierre de Chezal-Benoît
L’abbaye Saint-Pierre de Chezal-Benoît, est une ancienne abbaye bénédictine pour hommes, sur le territoire de la commune de Chezal-Benoît dans le département français du Cher en région Centre-Val de Loire.

## Localisation
Elle se trouve au sud du village, à proximité de la rive droite du Nouzet.

## Histoire

### Fondation
Fondée en 1093, par Eudes Arpin, vicomte de Bourges, qui favorisa l’installation à Casale Malanum, d’un essaim bénédictin conduit par frère André, prieur de l’abbaye de Vallombreuse en Toscane, puis du prieuré de Cornilly (actuellement sur la commune de Contres).

### Moyen Âge
En 1104, l'église et le cloître sont construits permettant l'installation des religieux. L'archevêque de Bourges Léger dédia l'église à la Sainte Vierge et aux glorieux apôtres Pierre et Paul. André est consacré premier abbé. Il mourut le 2 janvier 1112 et a été enterré à gauche du chœur.
Prospère à son début, l’abbaye Saint-Pierre fut pillée et incendiée et dut être fortifiée à la fin de la guerre de Cent Ans. Restaurés fin XVe siècle, les bâtiments réguliers furent entièrement rebâtis aux XVIIe et XVIIIe siècles.
Le 8 août 1479, par protection royale, Pierre du Mas est nommé abbé de Chezal-Benoît. S'inspirant de la réforme de la congrégation Saint-Justine de Padoue (devenue en 1504 la congrégation cassinaise après l'intégration de l'abbaye du Mont-Cassin), avec le concours de Dom Philibert Bourgouin, prieur de Cluny, il va rédiger une première rédaction des statuts de réforme en 1488 qui sont approuvés par le pape Innocent VIII, le 11 mai 1490. En 1491, l’abbaye devint chef d’Ordre par l’approbation de la règle établie par son abbé Pierre du Mas. Les abbayes qui en dépendirent formèrent la congrégation casalienne : abbayes d’hommes de Chezal-Benoît, de Saint-Sulpice de Bourges, de Saint-Augustin de Limoges, de Saint-Germain des Prés, de Sainte-Colombe de Sens, de Saint-Alire de Clermont-Ferrand, de Saint-Vincent du Mans, de Saint-Martin de Séez, Saint-Pierre de Brantôme et de Saint-Rémy de Senlis ; abbaye de femmes de Saint-Laurent de Bourges, de Saint-Pierre de Lyon, de Notre-Dame d’Yzeure, de Moulins, de Sainte-Menou et de Notre-Dame de Nevers.

### Temps modernes
Cette congrégation s’unit en 1645 à celle de Saint-Maur par un arrêt ordonnant, conformément à celui du 29 octobre 1644, que les abbayes de Chezal-Benoît, Saint-Vincent du Mans, Saint-Martin de Sées, Saint-Sulpice de Bourges, Saint-Allyre de Clermont, Sainte-Colombe-de-Saint-Denis-lès-Sens et Saint-Pierre de Brantôme formant la congrégation de Chezal-Benoît, demeureront unies à la congrégation de Saint-Maur, et évoquant au Conseil du Roi tous les procès mus et à mouvoir au sujet de ladite union, le 1er juillet 1645.

### Révolution
L'église abbatiale devint paroissiale en 1792.

## Description
Le chœur, qui comportait cinq chapelles échelonnées reprenant le plan bénédictin qui peut encore se voir à l'abbatiale de Châteaumeillant, et le transept de l'abbatiale jugés trop dégradés sont démolis en 1827. Il ne reste plus que la nef en berceau brisé. La façade a dû être construite avant le milieu du XIIe siècle. Les piastres cannelés de part et d'autre de la porte rappellent le portail de l'église d'Autry-Issards,,,.
Des vitraux de Jean Mauret, maître verrier installé à Saint-Hilaire-en-Lignières, sont présents.
Sa réfection fait l'objet d'une souscription de la fondation du patrimoine lancée en 2021.

## Liste des abbés
- 1104-1112 : André, premier abbé, disciple de Jean Gualbert, fondateur de l'ordre de Vallombreuse
- 1117 : Gérard.
- Isembert
- Rodulphe ou Raoul, Eugène III lui confirme les biens du monastère
- Guillaume I
- 1168 : Arnoul I de Saint-Loup.
- 1170 : Arnoul II de Saint-Benoît.
- 1171 : Rainauld I.
- 1185 : Garnier de Linières.
- 1191 : Pierre I.
- 1195 : Humbauld ou Imbert.
- 1201 : Thomas I de la Charité.
- 1210 : Jean I.
- Étienne I de Condé, il a contesté l'abbaye à Jean I. Sa tombe est retrouvée dans l'église en 1711 sur laquelle il est cité comme 13e abbé.
- Hugues ou Hugo, mort en 1229.
- 1241 : Roger.
- 1254 : Josselin ou Joserlin.
- 1255 : Étienne II.
- 1262 : Thomas II.
- 1263 : Renaud de Quarta.
- 1269 : Pierre II.
- 1271 : Guillaume II.
- 1274 : Renaud II de Messa.
- Benoît.
- 1284 et 1286 : Jean II de Melle.
- Jean III de Brulon, prieur d'Aubigny.
- Rainauld (ou Regnault) III de Messa, mort en 1318. Peut-être le même que Rainauld II.
- Jean IV de Pilours, cité en 1323, vivait encore en 1329, mort en 1335.
- Guillaume III Flandrin, mort en 1344.
- 1347 : Guillaume IV de Chambon.
- Pierre III de Launay, cité en 1372 et 1386.
- 1387 : Guillaume V Amignon ou Auvignon, envoie des députés au concile de Pise (1409).
- 1430 : Jacques I la Trie, cité en 1439, 1447 et 1450.
- 1451 : Philibert Lavergne, reconstruit le péristyle de l'église et résilie ses fonctions au profit de Pierre du Mas.
- 1479 : Pierre IV du Mas, se démet et meurt le 25 mars 1491.
- 1491 : Martin Fumée. Il se démet en 1500

La réforme casalienne a rendu les abbés triennaux. La Congrégation de Chezal-Benoît a rejoint la Congrégation de Saint-Maur en 1636. Les cinq couvents casaliens ont fait partie de la province de Chezal-Benoît. L'abbaye est alors devenue élective par le chapitre général de la congrégation, jusqu'au 31 décembre 1763, lorsque le roi a nommé l'abbé. 
- 1764 : Louis Gougenot nommé par le roi.
- 1767 : N. Paris, nommé par le roi.

## Sépultures connues
- 1104-1112 : André, enterré à gauche du chœur.

## Propriétés
Les domaines de l'abbaye sont répertoriés dans le cartulaire de l'abbaye conservé aux Archives départementales du Cher.